# Pioneer Heights
Die Pioneer Heights (auch Pioneer Hills genannt) sind ein Gebiet im Nordosten der Heritage Range, dem südlichen Teil des Ellsworthgebirges in der Westantarktis. Sie umfassen ein großes Gebiet mit Hügeln, Bergen, Bergkämmen und Gipfeln östlich der Schneider- und Schanz-Gletscher, begrenzt vom Splettstoesser-Gletscher im Norden und dem Union-Gletscher im Süden.
Zu den Pioneer Heights gehören unter anderem die Nimbus Hills, Gross Hills, Buchanan Hills, Collier Hills und Inferno Ridge.
Die Pioneer Heights wurden vom United States Geological Survey im Rahmen der Erfassung des Ellsworthgebirges in den Jahren 1961–66 durch Vermessungen vor Ort und Luftaufnahmen der United States Navy kartografiert. Das amerikanische Advisory Committee on Antarctic Names gab ihnen wie verschiedenen anderen Teilen der Heritage Range einen Namen, der einen Bezug zum kulturellen Erbe der Vereinigten Staaten besitzt.